# Драгонер, Аттила
Аттила Драгонер (венг. Dragóner Attila; родился 15 ноября 1974 в Будапеште) — венгерский футболист, игравший на позиции защитника.

## Карьера

### Клубная
Начинал играть в футбол в клубах из низших венгерских лиг. Большую часть своей карьеры хавбек провел в «Ференцвароше». Некоторое время Драгонер выступал за рубежом за немецкую "Фортуну из Кёльна и португальскую «Виторию» из Гимарайнша.

### В сборной
В 1996 году Аттила Драгонер принял участие в Олимпийских играх в Атланте. За главную национальную команду страны дебютировал 14 августа 1996 года в товарищеском матче против ОАЭ (3:1). Вызовы в сборную полузащитник получал на протяжении девяти лет. Всего за венгров он провел 26 матчей.

## Достижения
- Чемпион Венгрии (2): 2000/01, 2003/04
- Обладатель Кубка Венгрии (2): 2002/03, 2003/04
- Обладатель Суперкубка Венгрии: 2004